# Bracho
Bracho är en ort i Mexiko.   Den ligger i kommunen Zacatecas och delstaten Zacatecas, i den centrala delen av landet, 500 km nordväst om huvudstaden Mexico City. Bracho ligger 2 488 meter över havet och antalet invånare är 247.
Terrängen runt Bracho är lite kuperad. Runt Bracho är det tätbefolkat, med 286 invånare per kvadratkilometer. Närmaste större samhälle är Zacatecas, 3,4 km sydväst om Bracho. Omgivningarna runt Bracho är i huvudsak ett öppet busklandskap.